# Via Nova Traiana

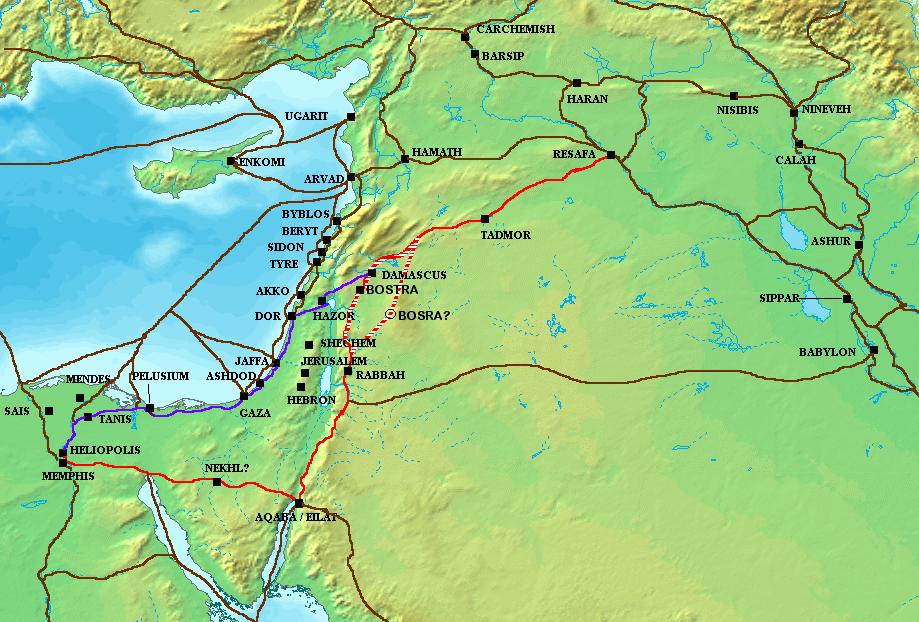

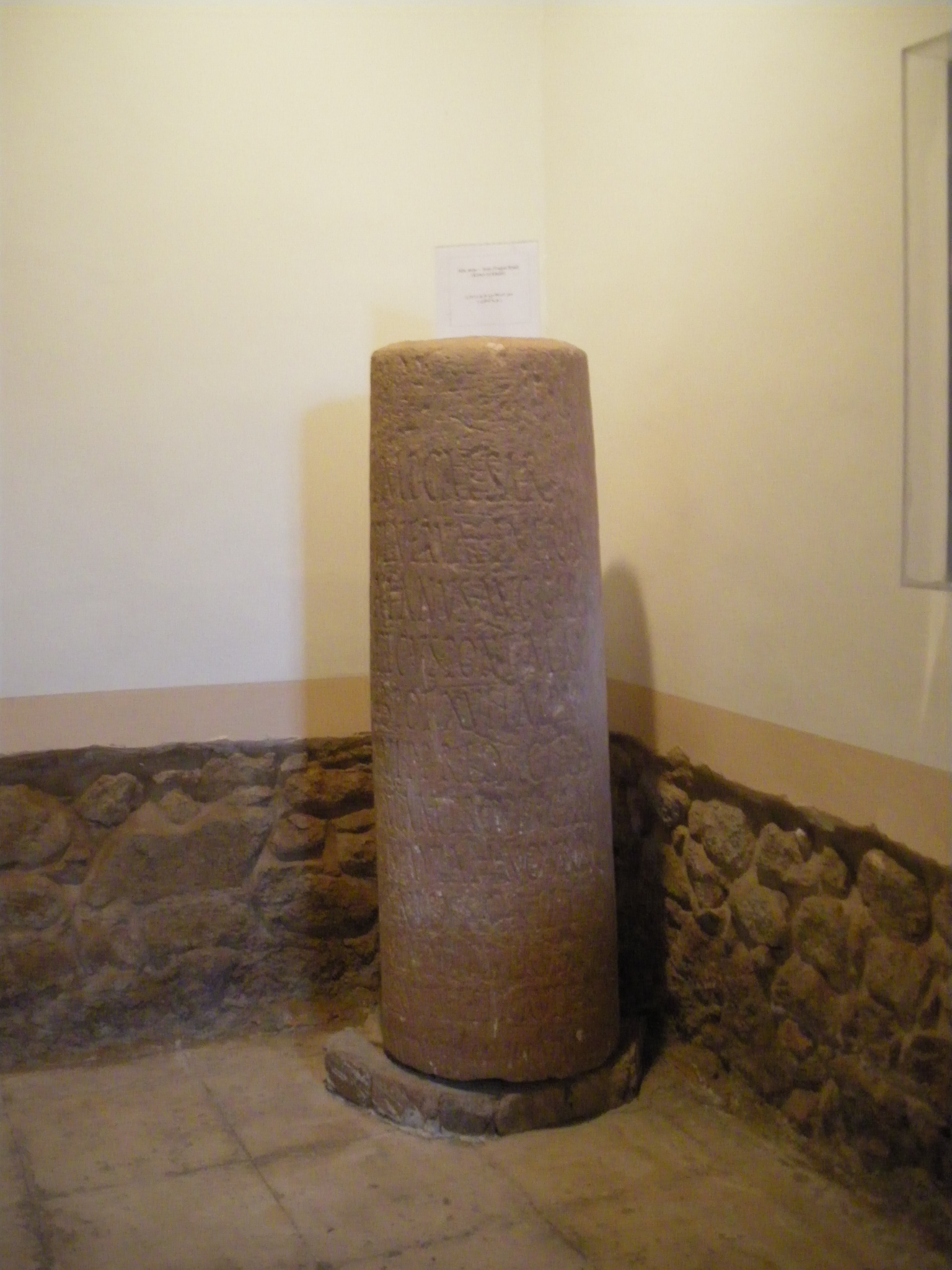
La première borne sud de la Via Nova Traiana, actuellement au Musée archéologique d'Aqaba

La Via Nova Traiana est une voie romaine construite sous Trajan dans la province d'Arabie par son légat Caïus Claudius Severus, entre 107 et 114 ap. J.-C. Elle reliait la ville de Bosra, capitale de la province, au port d'Aila sur la mer Rouge (aujourd'hui Aqaba).

## Histoire

### Construction de la route
En 106 l'empereur Trajan décida l'annexion formelle du royaume des Nabatéens de Pétra, et créa une nouvelle province nommée Arabia en y ajoutant plusieurs cités grecques comme Gerasa (Jérash) ou Philadelphie (Amman). Dès 107, sous la direction du légat d'Auguste propréteur  Caïus Claudius Severus, les hommes de la IIIe Légion Cyrénaïque installés à Pétra ont commencé à construire cette voie romaine entre Pétra et Philadelphie (Amman). Ce tronçon central fut achevé en 111. En 112 fut achevé le tronçon sud, entre Pétra et Aqaba. En 114 fut achevé le tronçon nord, entre Amman et Bostra, la capitale de la nouvelle province.
La construction, due semble-t-il à la main d'œuvre militaire, a duré 7 ans, à l'ombre du limes Arabicus.

### L'itinéraire
L'itinéraire de la Via Nova figure sur la Table de Peutinger, avec les étapes et les distances en milles romains. On peut encore en voir de nombreux vestiges sur le terrain.
Bostris (Bosra, Syrie) - 24 milles (35 km) - Thantia (Thughrat el-Jubb, Jordanie)
La route quittait Bosra vers le sud - sud-ouest. On en voit encore les vestiges avant la frontière jordanienne, quand la chaussée bifurque, une branche partant vers le sud-ouest en direction de Mafraq (Jordanie), Rihab et Jérash. La Via Nova elle-même franchit la frontière jordanienne, passe au milieu du village de Hayyan el-Mushrif, de Ba'ij (fort romain du Ve siècle), puis tout droit jusqu'à Thughrat el-Jubb.
Thantia - 9 milles (13 km) - Hatita (Khirbet es-Samra)
L'itinéraire de la voie romaine, sur ce tronçon, a été suivi de plus ou moins près par le Chemin de fer du Hedjaz. A Khirbet es-Samra se trouvait une mansio, relais pour les voyageurs qui a fonctionné un siècle, d'environ 150 jusqu'en 249.
Hatita - 11 milles (16 km) - Gadda (Zarqa)
Toujours plus ou moins reprise par le tracé du chemin de fer, la voie atteignait le poste de Gadda (autrefois el-Hadid), un ancien camp romain aujourd'hui recouvert par l'urbanisme moderne de Zarqa, à 1 km au sud-ouest de la gare routière actuelle.
Gadda - 13 milles (19 km) - Philadelfia (Amman)
Les vestiges de la voie romaine, à côté du chemin de fer, étaient encore visibles au début du XXe siècle. Aujourd'hui tout est recouvert par l'autoroute qui aboutit au centre d'Amman, devant le théâtre antique. 
Philadelfia - 62 milles (92 km) - Rababatora (Rabba)
Au sud d'Amman la chaussée n'est plus visible. Elle passait peut-être par Madaba, Dhiban, et franchissait en lacets le canyon de l'Arnon (Wadi Mujib moderne). Au fond du canyon elle passait sur un pont de pierre, puis remontait, passant à mi-pente par le camp romain de Muhattet el-Haj, puis débouchait sur le plateau à côté d'un autre camp analogue. Elle se poursuivait alors jusqu'à Rabba (autrefois Rabbathmôba / Areopolis). De là une branche permettait de gagner à l'est Betthorus (Lejjun) où fut construit sous Dioclétien le camp de la IVe Légion Martia.
Rababatora - 48 milles (71 km) - Thornia (Thawwaneh)
La route vers le sud passait à l'est de Charachmôba (Kérak) et atteignait le rebord nord du canyon du Wadi Hesa à proximité de Dhat Ras (ruines d'un sanctuaire nabatéen). Elle descendait dans le Wadi Hesa qu'elle franchissait sur un pont de pierres dont une extrémité est conservée. Elle remontait ensuite vers le sud jusqu'au plateau d'Édom en suivant une ligne de crête. Elle est particulièrement bien conservée sur plusieurs milles dans ce secteur presque désert : on suit encore la chaussée, les groupes de milliaires sont visibles, certains même encore debout. Les ruines d'une mansio sont visibles contre le bord de la chaussée. Elle aboutit à Thawwaneh, site antique encore peu étudié.
Thornia - (la distance manque) - Negla (Nejl)
Au sud de Thawwaneh on peut encore suivre les traces de la chaussée romaine et voir quelques milliaires.
Negla - 22 milles (32 km) - Petris (Pétra)
Très peu de vestiges sont visibles sur cette étape qui devait représenter une journée. La chaussée romaine ne devait pas entrer dans Pétra, mais une branche empruntant le défilé du Siq permettait d'accéder à la ville. La route passait probablement à l'est, par Wadi Moussa. 
Petris - 18 milles (26 km) - Zadagatta (Sadiqa)
Quelques restes de la chaussée et quelques milliaires sont toujours visibles. A 'Ail a été retrouvé un milliaire peint de Maximin le Thrace, transporté au Musée de Pétra. A Sadiqa se trouvait un camp fortifié datant peut-être de Dioclétien. 
Zadagatta - 20 milles (29 km) - Hauarra (Humayma)
A Humayma, site occupé depuis l'époque nabatéenne, se trouvait un camp militaire romain.
Hauarra - 24 milles (35 km) - Praesidium
Praesidium - 20 milles (29 km) - Ad Dianam
Ad Dianam - 16 milles (23 km) - Haila (Ayla)(la moderne Aqaba)

### Les vestiges
Sur toute sa longueur, la Via Nova Traiana est une route empierrée d'une largeur moyenne de 6 mètres, légèrement bombée, divisée par une ligne de pierres centrale en deux voies de circulation. À chaque mille romain était construite une tour carrée au bord de la route, sans doute pour la transmission de signaux lumineux. En certains endroits furent construits des relais pour les voyageurs, appelés mansio. On voit encore les ruines de l'un d'entre eux au sud du Wadi Hesa. Une autre station, un bâtiment de 30 × 23,5 mètres formé de pièces autour d'une cour centrale et situé à Khirbet es-Samra au nord-est d'Amman, a été fouillée.
À tous les milles romains (1,4815 km) étaient placées des bornes milliaires. La première série, sous Trajan, porte toujours une longue inscription latine qui dit "L'Empereur César Nerva Trajan, fils du divin Nerva, le Germanique, le Dacique, grand pontife, consul, investi de la puissance tribunicienne, père de la patrie, a réduit l'Arabie au statut de province et a fait ouvrir et construire cette nouvelle route des confins de la Syrie jusqu'à la mer Rouge par Caïus Claudius Severus, légat d'Auguste propréteur."
Au cours des deux siècles suivants la route fut restaurée à plusieurs reprises. À chaque fois on plaçait une nouvelle borne milliaire à côté des précédentes, et on a compté jusqu'à 12 milliaires en un même point. Certains ne présentent pas de trace d'inscription gravée, mais des traces d'inscriptions peintes en rouge directement sur la pierre. Ces campagnes de restauration eurent lieu sous presque tous les empereurs qui succédèrent à Trajan jusqu'à Constantin, à l'exception d'Antonin le Pieux. Les plus importantes ont eu lieu sous Marc Aurèle, sous Commode et sous Caracalla en 213-214, peut-être pour le centenaire de la route.